# شاموئیس
شاموئیس (به ایتالیایی: Chamois, Aosta Valley) یک کومونه در ایتالیا است که در واله دائوستا واقع شده‌است.

## خصوصیات
شاموئیس ۱۴ کیلومترمربع مساحت و ۹۶ نفر جمعیت دارد و ۱٬۸۰۰ متر بالاتر از سطح دریا واقع شده‌است.

## نگارخانه

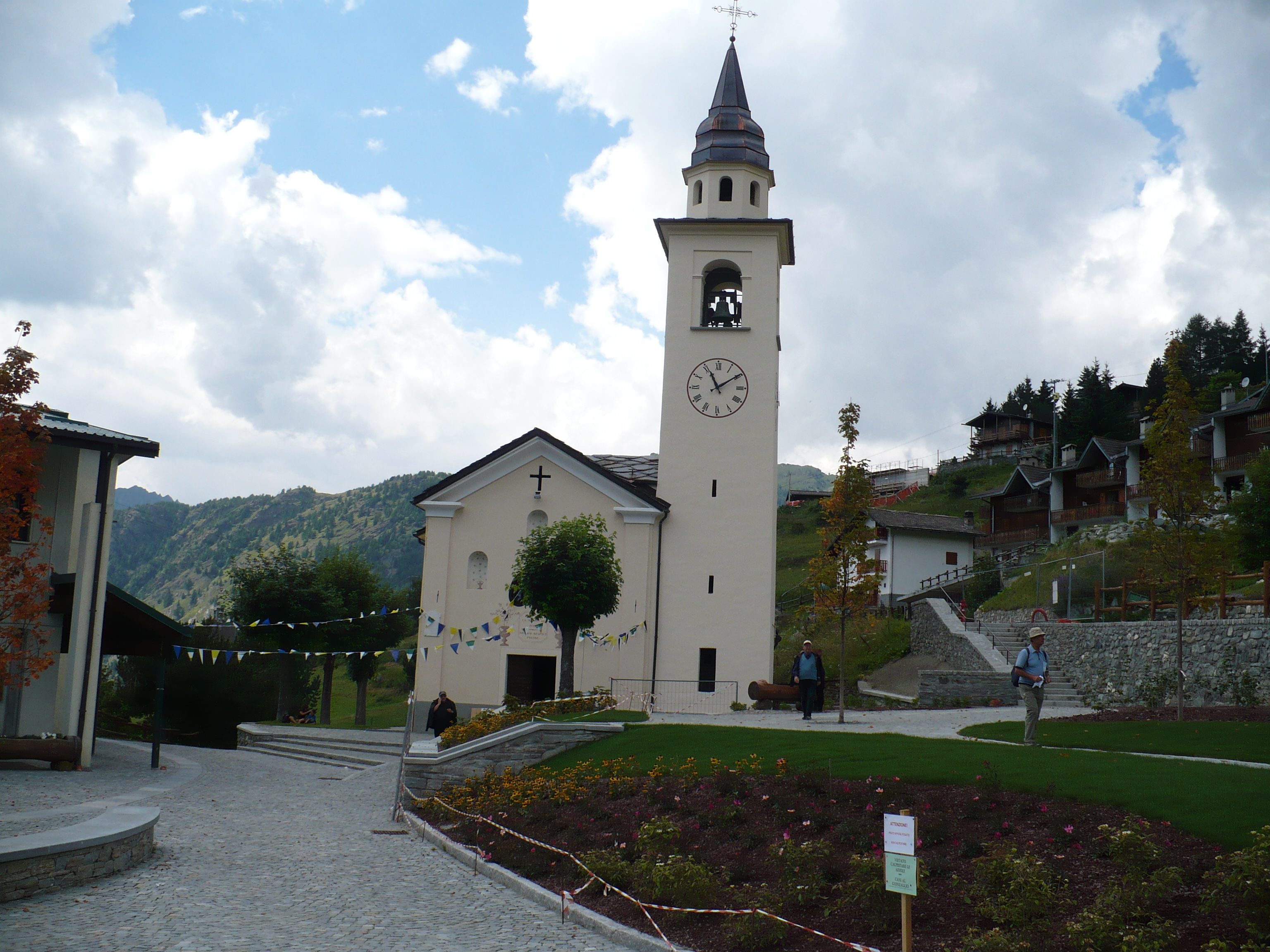
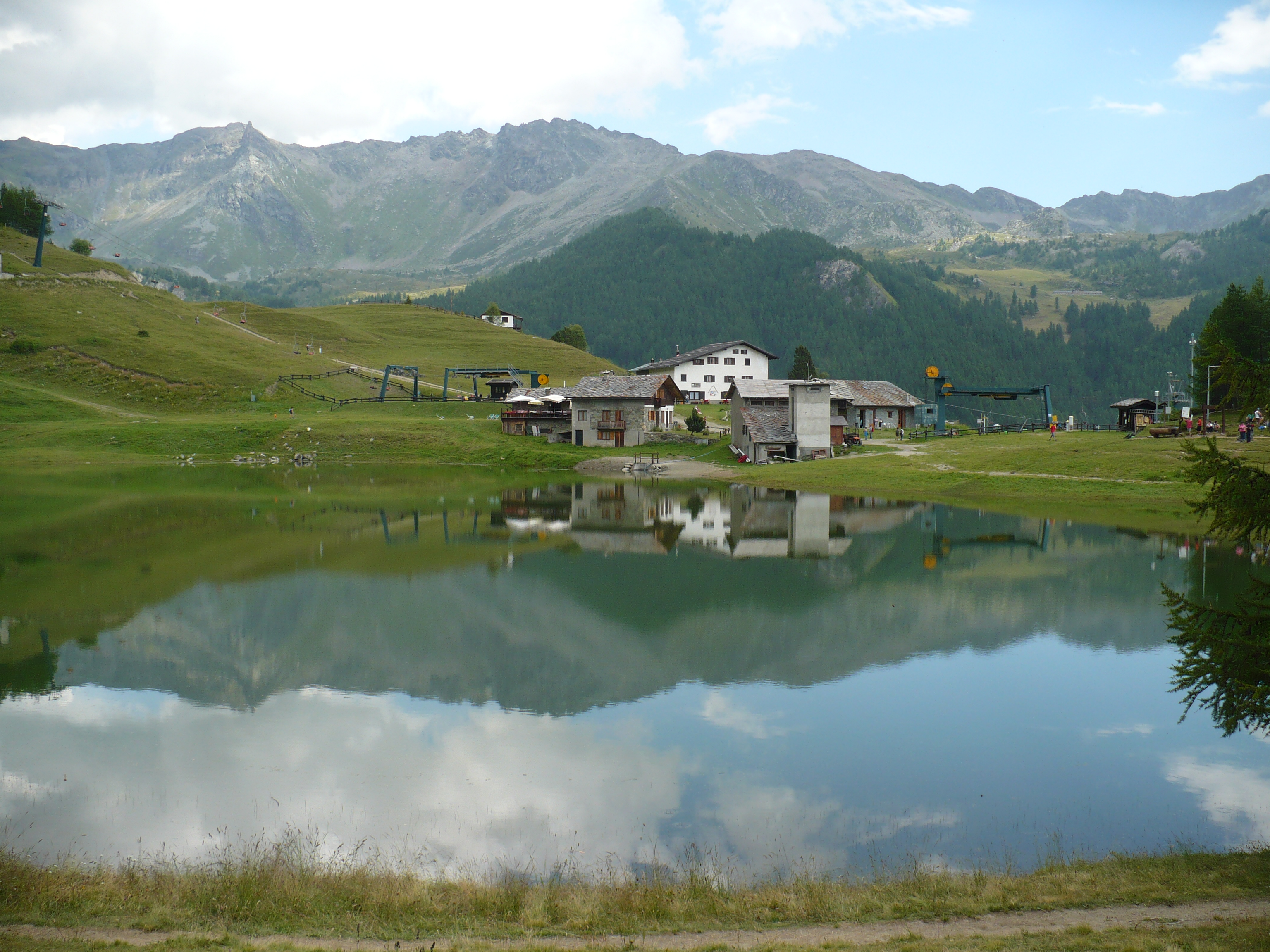
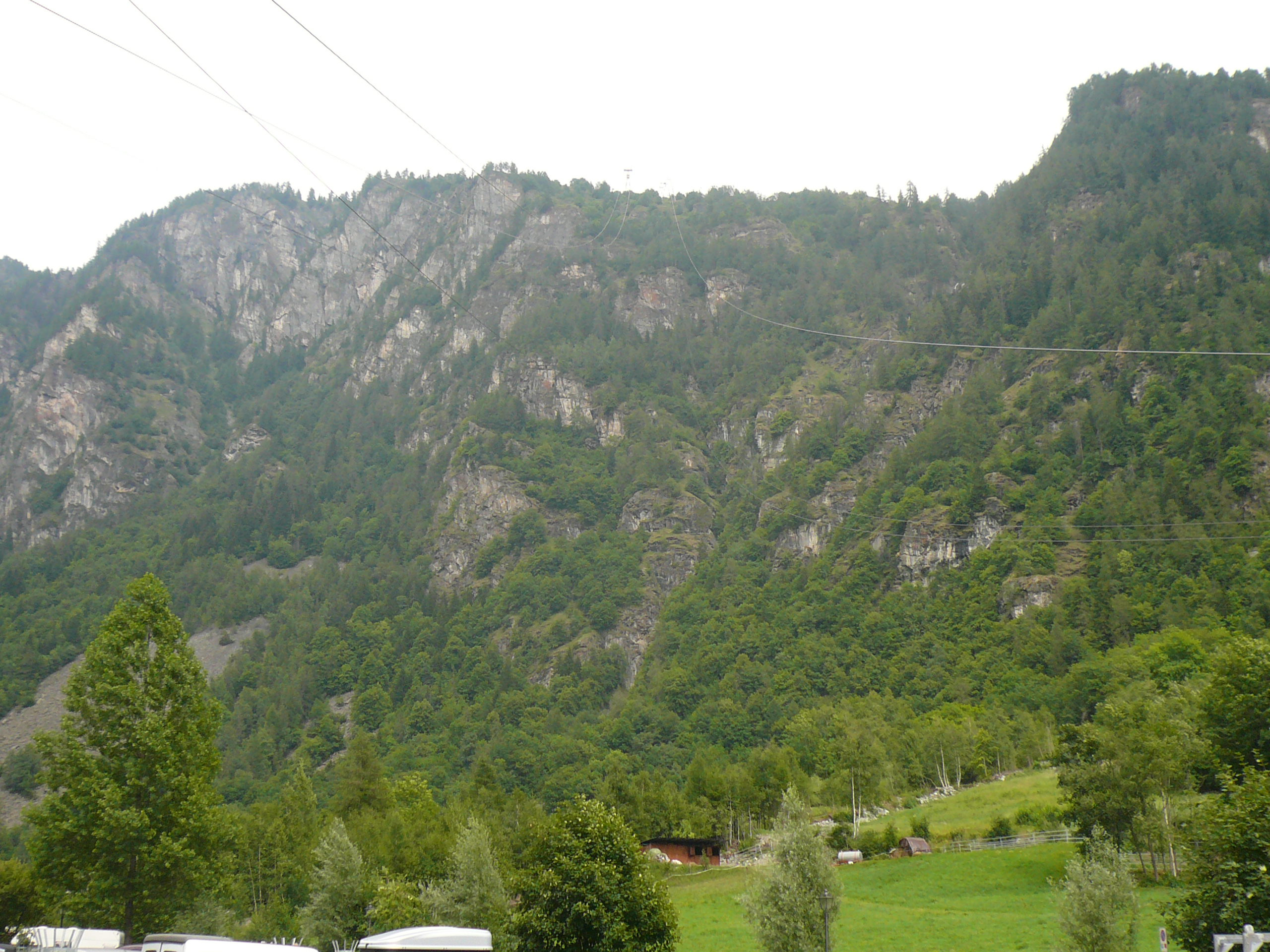
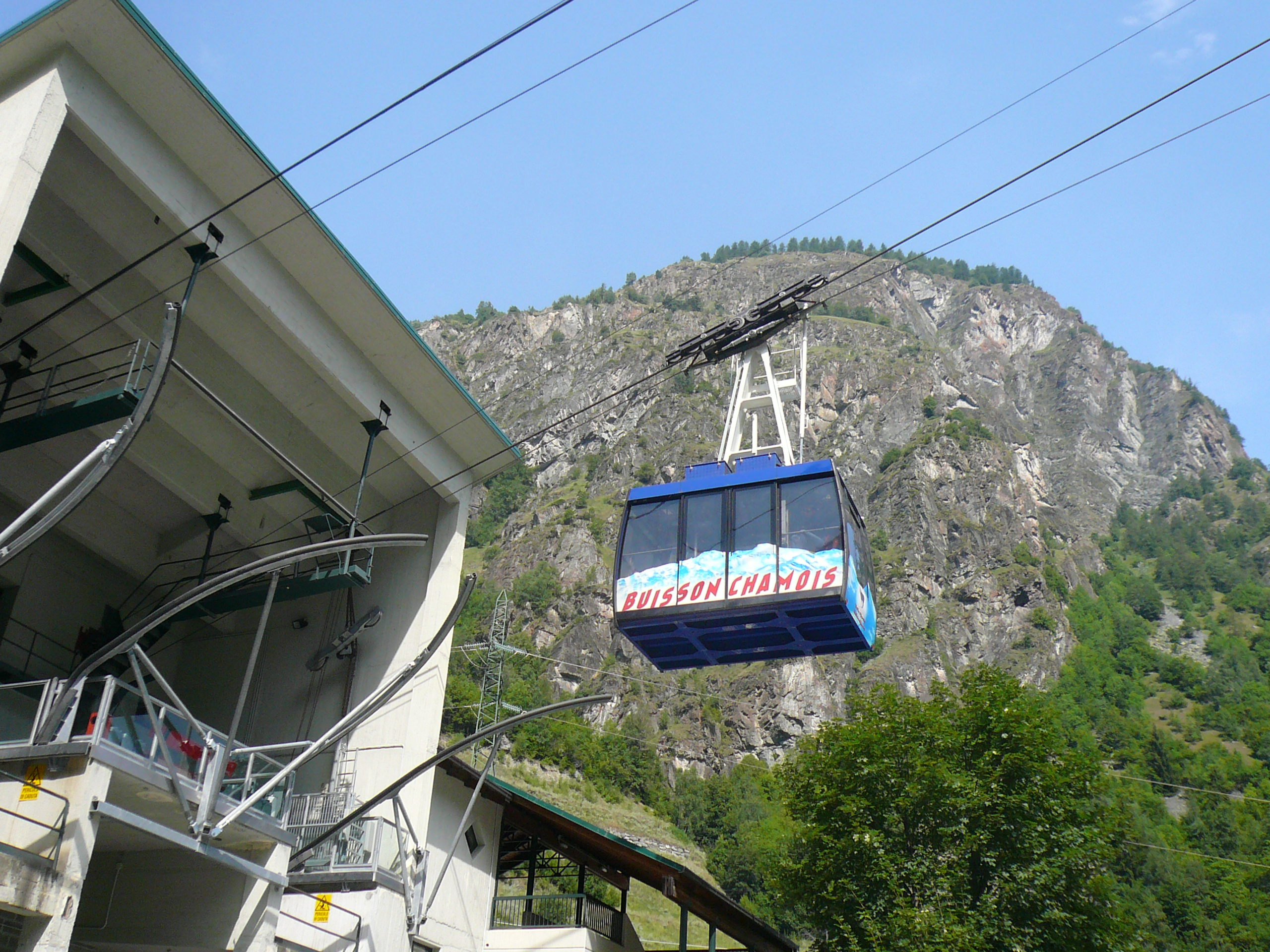